# Eastry
Eastry ist Dorf und ein Civil Parish im Dover District der englischen Grafschaft Kent mit rund 2.500 Einwohnern (Stand 2011).

## Geographie
Eastry liegt in einer flachen Landschaft etwa 13 Kilometer nördlich von Dover und 15 Kilometer östlich von Canterbury.

## Geschichte
Vorgeschichtliche Besiedlung der Landschaft bei Eastry ist durch bronzezeitliche Barrows bezeugt. Eastry liegt an einer Römerstraße von Richborough nach Dover, die moderne Hauptstraße Eastry High Street folgt ihrem Lauf. Zur Zeit der Angelsachsen war der Ort Königssitz, der Standort des Palastes wird im heutigen Ortszentrum vermutet. Zahlreiche Gräber aus angelsächsischer Zeit zeugen von der Bedeutung des Ortes im damaligen Königreich Kent. In Urkunden aus dem 9. Jahrhundert wird der Ort als Eastorege, Eastergege und Easteraege bezeichnet, eine altenglische Kombination aus easter für östlich und gē für Region, Bezirk (gleicher Wortstamm wie Gau).
Zur Zeit des Domesday Books war Eastry ein so bedeutender Ort, dass der ganze Verwaltungsbezirk Lest de Eastreia (Lathe of Eastry) nach ihm benannt war.
Neben der Kirche St. Mary the Virgin steht ein Herrenhaus, beide Gebäude gehen im Kern auf das 12. Jahrhundert zurück. Thomas von Canterbury soll sich auf seiner Flucht 1164 für acht Tage in dem Haus versteckt haben, bevor er am 11. November von Sandwich nach Frankreich segelte.

## Söhne- und Töchter der Stadt
- Maurice Baumer (1900–1975), Autorennfahrer

## Bilder

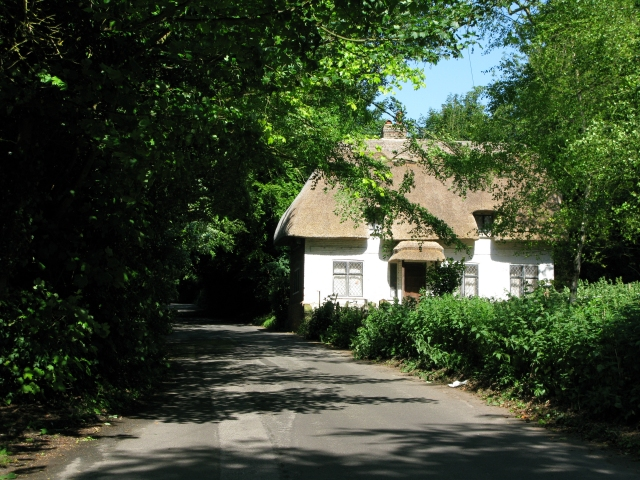
Riedgedecktes Haus
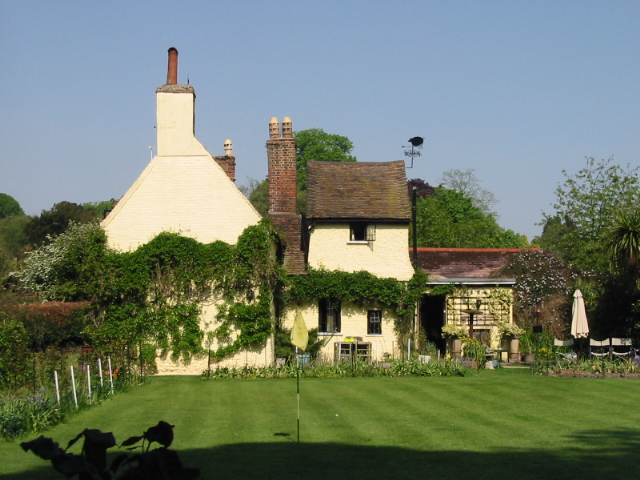
Puddle Dock Cottage
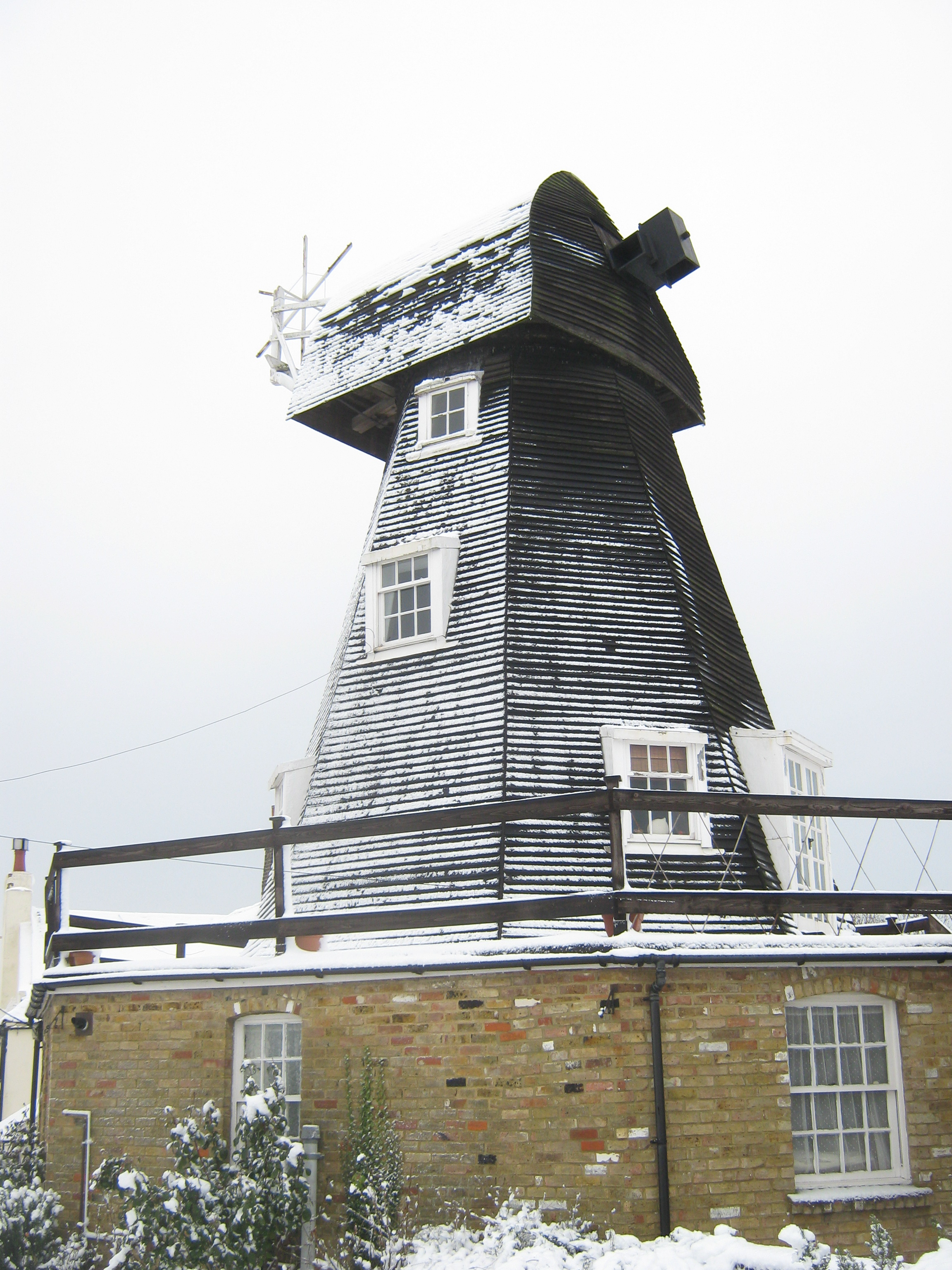
Ehemalige Windmühle, jetzt Wohnhaus